# Еуген Кватерник
Еуген Кватерник (на хърватски: Eugen Kvaternik) е хърватски политик и революционер.

## Биография
Той е роден на 31 октомври 1825 година в Загреб и получава образованието си в Сен и Пеща. През следващите години се включва в движението за независимост на Хърватия и пътува в Русия и Франция, търейки подкрепа за хърватската кауза.
През 1860 година се връща в Хърватия и, заедно с Анте Старчевич, става основател на Партията на правата. През 1861 година е избран в хърватския парламент, но година по-късно е арестуван и изгонен от страната, като живее в изгнание до образуването на Австро-Унгария през 1867 година. През 1871 година, разочарован от политическите методи, той оглавява Раковишкото въстание, по време на което е убит.